# Morne Anglais
Morne Anglais (auch: Couliabourne) ist ein vulkanischer Berg im Südwesten des Inselstaates Dominica. Morne Anglais erreicht als erster Gipfel in der Reihe der Vulkane von Dominica von Süden eine Höhe von 1123 m und ist eine der Landmarken, an denen die Grenze zwischen den Parishes Saint Patrick und Saint George verläuft.

## Geographie
Der Berg gehört zu der Reihe von Vulkanen, die sich von der äußersten Südspitze des Landes im Bogen bis zum Morne Trois Pitons nach Norden ziehen. Er ist der erste dieser Berge im Süden, die eine Höhe über 1000 m erreichen (1123 m). Zahlreiche Flüsse entspringen in seinen stark Hängen. Unter anderem entspringen Geneva River und seine Quellflüsse (Pichelin River), River Gillon und Zuflüsse des Roseau River (River Claire) rund um seinen Gipfel.